# Мора, Марио
Марио Мора (исп. Mario Mora; род. 5 июня 2000, Либерия Коста-Рика) — коста-риканский футболист, нападающий клуба «Мунисипаль Либерия».

## Клубная карьера
Мора — воспитанник клуба «Мунисипаль Либерия». 30 июля 2017 года в матче против столичного «Лимона» он дебютировал в чемпионате Коста-Рики

## Международная карьера
В 2017 году Мора принял участие в юношеском чемпионате мира в Индии. На турнире он сыграл в матче против сборной Ирана.